# Железничка станица Степојевац
Железничка станица Степојевац је једна од железничких станица на прузи Београд—Бар. Налази се насељу Степојевац у градској општини Лазаревац у Београду. Пруга се наставља у једном смеру ка Вреоцима и у другом према Великом Борку. Железничка станица Велики Борак састоји се из 4 колосека.

## Повезивање линија
- Пруга Београд—Бар